# Иванов, Виктор Павлович (хоккеист)
Виктор Павлович Иванов (8 апреля 1938, Энгельс — 3 октября 2005) — советский хоккеист, вратарь. Мастер спорта СССР. Заслуженный работник физической культуры РФ (1996 год).

## Биография
Воспитанник хоккейной школы «Восход» (ЧТПЗ), где начинал играть в 1954 году в 16 лет. В сезонах 1957-1958 и 1959-1960 годов играл за команду ЧТПЗ «Восход». Играл за «Трактор» в финальных играх за 1-8-е места чемпионата СССР 1959-1960 годов. Был отправлен на обучение в Омский автодорожный институт. Стал выступать за местный «Спартак», был переведён в институт физкультуры (окончил в 1964 году). Играл в Омске в футбол, в гандбол на первенстве СССР в 1961-1963 годах.
В 1967 году вернулся в «Трактор», за который провёл пять сезонов. Последняя команда — «Сельхозвузовец» (1972-1973 года).
Начальник команды «Трактор» (1972 год). Заведующий кафедрой хоккея ЧГИФК (1974-1988 года), подготовил трёх заслуженных мастеров спорта, 14 мастеров спорта, двух мастеров международного класса. 10 лет руководил комплексной научной группой при команде «Трактор». Заведующий кафедрой физического воспитания в ЧИМЭСХ (1988-1998 года).
Кандидат педагогических наук, доцент. Автор учебных пособий.
Скончался в 2005 году. Похоронен на Митрофановском кладбище г. Челябинск